# Sally Rooney
Sally Rooney   (Castlebar, 20 de febrer de 1991) és una escriptora i guionista irlandesa. Va debutar amb la novel·la Converses entre amics l'any 2017, que vingué seguida per Gent normal, publicada l'any 2018. La seva tercera novel·la, On ets, món bonic, va ser publicada el setembre de 2021. L'autora també ha publicat assajos, poemes o relats curts a revistes com The New Yorker, The Dublin Review o The Stinging Fly, revista a la qual es va incorporar com a editora el 2017. Ha guanyat diversos premis per les seves novel·les, entre els quals destaquen el Sunday Times Young Writer of the Year (2017), l'Irish Book Awards Novel of the Year (2018) i el Costa Book Awards (2018). El llibre Gent normal ha estat considerat per diversos mitjans de comunicació com «la gran novel·la d'amor de la generació millenial». Va ser adaptat en format de sèrie televisiva l'any 2020 i va obtenir un gran èxit de la crítica i el públic. Edicions del Periscopi ha publicat en català les novel·les Gent Normal (traducció d'Ernest Riera) i On ets, món bonic (traducció d'Octavi Gil Pujol).

## Biografia
Sally Rooney va néixer i créixer a Castlebar (Comtat de Mayo). El seu pare treballava per Telecom Éireann, la seva mare dirigia un centre artístic i té dos germans. Va escriure la seva primera novel·la, que ella mateixa ha descrit com «una absoluta porqueria», a l'edat de quinze anys. Va estudiar filologia anglesa al Trinity College de Dublín, on va obtenir una beca l'any 2011. Va començar un màster en política a la mateixa universitat, que abandonà per un altre en literatura estatunidenca, que finalitzà el 2013. L'any 2013 també va esdevenir la millor oradora dels European Universities Debating Championships. A partir de finals de 2014, va començar a escriure, segons ella mateixa, de manera constant. Rooney es defineix com a marxista i actualment viu a Dublín. És membre actiu del moviment BDS (la campanya internacional de Boicot, Desinversió i Sanció contra Israel). El 2021 va rebutjar que un editor israelià traduís la seva darrera novel·la Beautiful World, Where Are You a l'hebreu. Tanmateix, l'autora diu que els drets de la traducció a l'hebreu encara estan disponibles i que els vendrà en la mesura que compleixi les directrius del moviment BDS. Com a represàlia, dues cadenes de llibreries israelianes van anunciar que retirarien les seves novel·les de les llibreries acusant-la d'antisemitisme. En conseqüència, l'organització Artists for Palestine UK va escriure una carta de suport a Rooney signada per una setantena d'editors i escriptors.

## Carrera

### Carrera inicial
Rooney va acabar la seva primera novel·la —que ha descrit com a «brossa absoluta»— als 15 anys i va començar a escriure «regularment» a finals del 2014. Va acabar la seva novel·la debut, Converses entre amics, mentre estudiava el seu màster en literatura americana. Va escriure 100.000 paraules del llibre en tres mesos.

El 2015 Tracy Bohan, de l'Agència Wylie, va veure el seu assaig «Even If You Beat Me» i Bohan va contactar amb Rooney. Rooney va donar-li un manuscrit, el va fer circular entre els editors i gràcies a això va acabar rebent fins a set ofertes.

### Converses entre amics(2017)
Rooney va signar amb Tracy Bohan de l'Agència Wylie, i els drets de publicació de Converses entre amics van ser subhastats entre set editors. El llibre finalment es va vendre a dotze països. La novel·la va ser publicada el juny de 2017 per Faber and Faber. Aquest mateix any va guanyar el premi Sunday Times al millor escriptor jove de l'any. L'any següent va ser nominada al premi Dylan Thomas Internacional de la Universitat de Swansea i al Premi Folio.
El març de 2017, la seva història curta «Mr Salary» va ser preseleccionada per al Premi de contes curts de Sunday Times EFG. El novembre de 2017, Rooney va ser anunciada com a editora de la revista literària irlandesa The Stinging Fly. Va ser escriptora col·laboradora de la revista, va supervisar els dos números de la revista el 2018, abans de lliurar l'editorial a Danny Denton. Després d'això, va continuar sent editora col·laboradora de la revista. El 2018, es va anunciar la participació de Rooney al Festival Internacional de Literatura de Cúirt.

### Gent normal(«Normal people») (2018)
La segona novel·la de Rooney, Gent normal («Normal people»), va ser publicada el setembre de 2018, també per Faber and Faber. La novel·la va sorgir de l'exploració de l'autora de la història entre els dos personatges principals del seu conte «At the Clinic», que es va publicar per primera vegada a la revista literària de Londres The White Review el 2016. El juliol de 2018, Gent normal va ser inclosa per al Premi Booker d'aquell any. El 27 de novembre de 2018, l'obra va guanyar al premi a la millor novel·la irlandesa de l'any als Irish Book Awards i va ser votada com Llibre de l'any Waterstones el 2018. El gener de 2019 va guanyar el Costa Book Awards per a la categoria de Novel·la. Va ser inclòs al Premi Dylan Thomas i al Premi Femení de Ficció del 2019.

#### Adaptacions televisives
La novel·la es va convertir en una sèrie de dotze capítols com a coproducció de la BBC Three i la plataforma en línia Hulu, amb el rodatge a Dublín i al comtat de Sligo. La sèrie va ser dirigida per Lenny Abrahamson i Hettie Macdonald. Daisy Edgar-Jones i Paul Mescal van interpretar Marianne i Connell, respectivament. La sèrie va ser un èxit de crítica i va obtenir quatre nominacions als premis Primetime Emmy, inclosos els de millor actor principal, millor direcció i millor guió.
El febrer de 2020, es va anunciar que la novel·la Converses entre amics també es convertiria en una minisèrie BBC Three / Hulu de 12 episodis. També es va anunciar que l'equip creatiu darrere de Gent normal, el director Lenny Abrahamson i la coguionista Alice Birch també estarien treballant en aquesta adaptació.

### On ets, món bonic(«Beautiful World, Where Are You») (2021)
L'abril de 2019, el Dorothy and Lewis B. Cullman Center for Scholars and Writers de la Biblioteca Pública de Nova York va anunciar que Rooney havia estat acceptada per a la seva classe de becaris de 2019. El comunicat de premsa deia que la irlandesa escriuria una nova novel·la sota el títol Beautiful World, Where Are You, «examinant l'estètica i la crisi política». La novel·la va ser publicada per Farrar, Straus and Giroux als Estats Units i per Faber and Faber al Regne Unit i Irlanda el setembre de 2021.
Rooney va rebutjar que un editor israelià traduís Beautiful World, Where Are You a l'hebreu com a part del seu suport al moviment de boicot, desinversió i sancions (BDS) liderat per palestins. L'octubre de 2021, Rooney va declarar que «els drets de traducció en hebreu de la meva nova novel·la encara estan disponibles, i si puc trobar una manera de vendre aquests drets que compleixi les directrius de boicot institucional del moviment BDS, estaré molt contenta i orgullosa de fer-ho».
Com a represàlia, dues cadenes de llibreries israelianes van anunciar la retirada de tots els títols de Rooney dels seus prestatges a principis de novembre. L'editor israelià de Rooney va dir que continuaria venent els seus títols. Posteriorment, en una carta organitzada per Artists for Palestine UK, setanta escriptors i editors, entre els quals Kevin Barry, Rachel Kushner, Geoff Dyer, Pankaj Mishra, Carmen Callil i Ahdaf Soueif van dir que donaven suport a la decisió de Rooney.